# La Niña

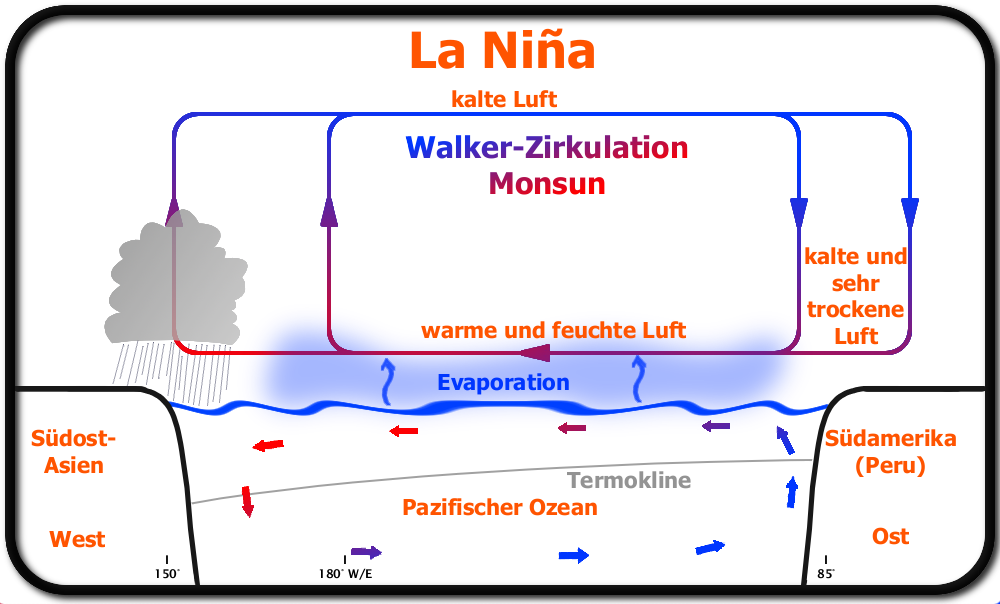
Grafische Darstellung zu La Niña

La Niña (span. das Mädchen) ist ein Wetterereignis, das meist im Anschluss an El Niño auftritt. Es ist wie dessen Gegenstück.

## Mechanismus
La Niña geht mit überdurchschnittlich hohen Luftdruckunterschieden zwischen Südamerika und Indonesien (siehe Southern Oscillation) einher. Das führt zu stärkeren Passatwinden und einer allgemein verstärkten, aber abgekühlten Walker-Zirkulation.
Passatwinde treiben das warme Oberflächenwasser des Pazifik verstärkt nach Südostasien. Vor der Küste Perus strömt in Folge mehr kaltes Wasser aus der Tiefe nach, das bis zu 3 °C unter der Durchschnittstemperatur liegt.
Die allgemein verstärkte, aber nun abgekühlte atmosphärische Zirkulation ist die Ursache für Telekonnektionen, die den Atlantik betreffen, denn diese Luftmassen erreichen durch die Westwinddrift in den gemäßigten Breiten den Atlantik.

## Auswirkungen
Die Auswirkungen sind nicht so stark wie bei El Niño, aber La Niña hat trotzdem einen erheblichen Einfluss:
- Im Westpazifik ist das Wasser an der Oberfläche wärmer. Das hat zur Folge: Je stärker sich die Temperaturen im östlichen Teil des Pazifischen Ozeans von denen in den westlichen Gebieten unterscheiden, desto mehr Regen fällt an der australischen Nordostküste.
- In Südostasien bringt La Niña Starkregen, der Erdrutsche auslösen kann. Im zweiten Halbjahr 2010 regnete es dort so viel wie noch nie seit dem Beginn der Wetteraufzeichnungen. Die Rekordregenfälle Ende 2010 führten im nordostaustralischen Bundesstaat Queensland und im nördlichen New South Wales zu Überflutungen, deren Ausdehnung in etwa der halben Fläche des deutschen Bundeslandes Bayerns  entsprachen – während im Südwesten Australiens eine extreme Dürre herrschte, wie sie noch nie zuvor beobachtet worden war.
- In Südamerika regnet es hingegen weniger und die Wüsten dörren aus.
- In Nordamerika wird das Auftreten von Hurrikanen begünstigt.[1][2]

Im direkten Einflussgebiet – wenn man die Telekonnektionen unberücksichtigt lässt – treten jedoch weniger Naturkatastrophen auf als bei El Niño.

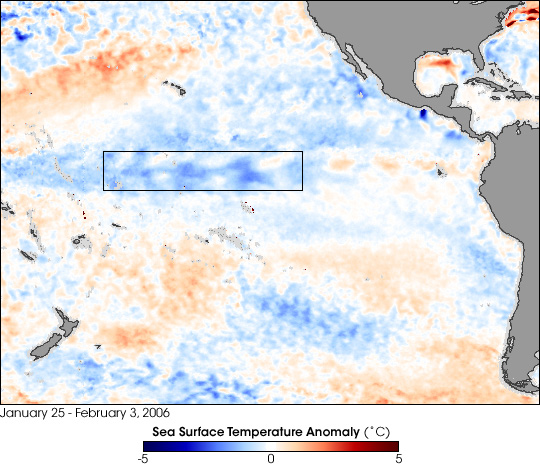
Die Temperatur der Meeresoberfläche von Januar bis Februar 2006 zeigt deutlich die für La Niña charakteristische Abkühlung im äquatorialen Pazifik …
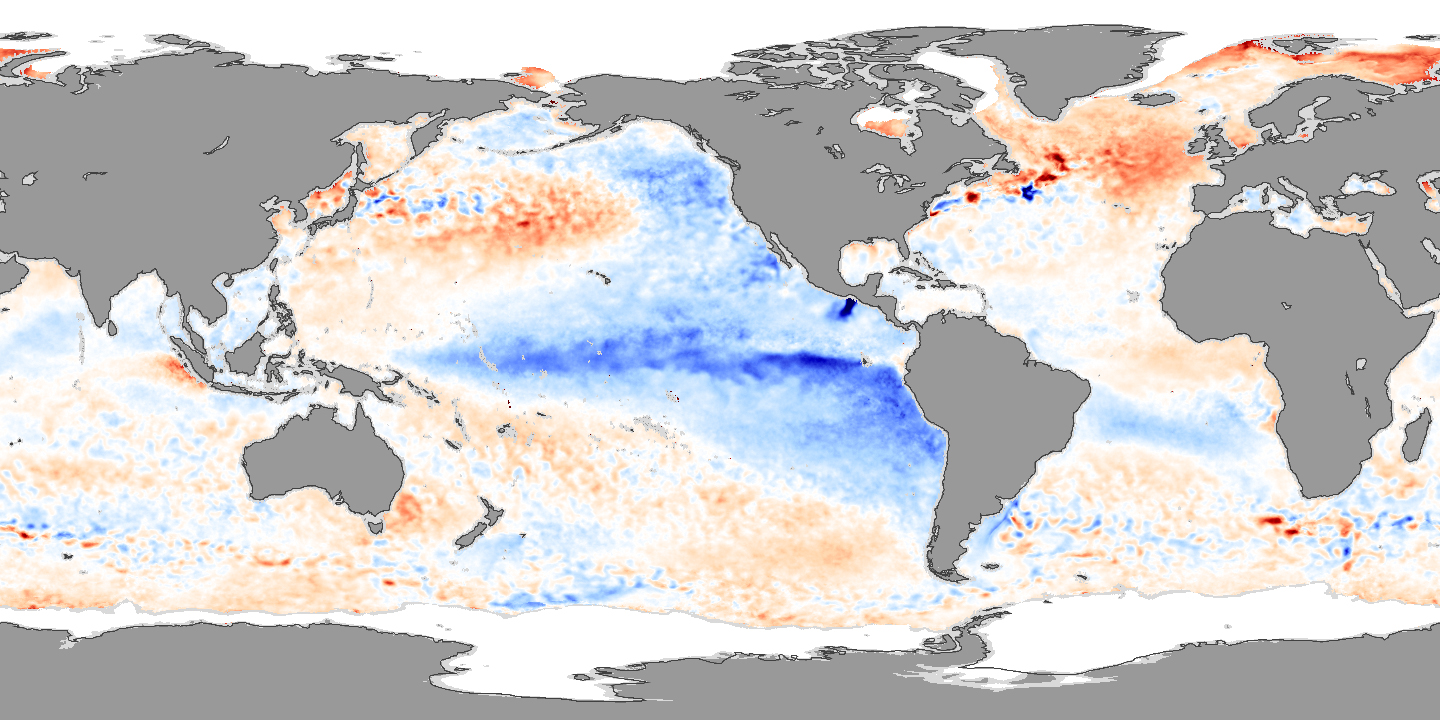
… ebenso wie hier im November 2007 …
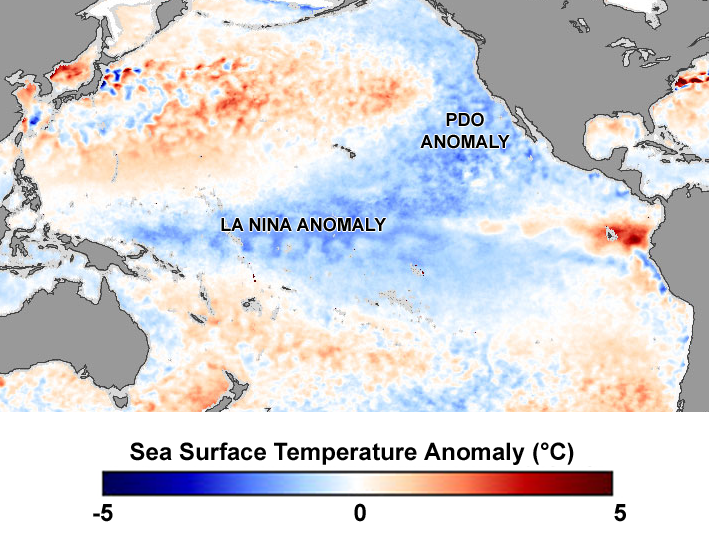
… und wie zuletzt im April 2008, wo zusätzlich eine Anomalie der Pazifischen Dekaden-Oszillation (PDO) westlich der nordamerikanischen Küste zu sehen ist.

Auffallend ist, dass die Anzahl der La-Niña-Ereignisse zwischen 1970 und ca. 1995 abgenommen und die El-Niño-Ereignisse zugenommen haben. Es kam daher die Vermutung auf, dass der anthropogene Treibhauseffekt dafür verantwortlich sei, bewiesen werden konnte das jedoch nicht, zumal sich seit Ende der 1990er Jahre der Trend deutlich umgekehrt hat und der langjährige Durchschnittswert des 20. Jahrhunderts wieder erreicht ist (Quelle: SOI-Archiv des Australischen Bureau of Meteorology). Derzeit geht man davon aus, dass diese Schwankungen größtenteils auf natürliche Schwankungen zurückzuführen sind, da sich im Pazifik in Abständen von ca. 20–30 Jahren warme und kalte Phasen, genannt Pazifische Dekaden-Oszillation (PDO) mit ihren beiden Phasen El Viejo und La Vieja, abwechseln. Der kurzfristige Einfluss der Klimaerwärmung auf derartige Klimaverteilungssysteme ist bisher vermutlich überschätzt worden; das kann sich allerdings in einigen Jahren ändern, weil diese Systeme gegenüber Veränderungen einzelner Faktoren über eine gewisse Trägheit verfügen. Daher kann auch aus der Häufung zwischen 2020 und 2022 kein Schluss gezogen werden.

## Aktuelle Beobachtungen und Prognosen
Das letzte La-Niña-Ereignis hielt einen ungewöhnlich langen Zeitraum an, von 2020 bis Anfang 2023. In Australien regnete es so heftig, dass der Meeresspiegel örtlich messbar stark anstieg. Auch in Pakistan oder Indien kam es zu mehr Niederschlägen, was das Risiko für Überschwemmungen und Missernten steigert. Der Süden und Südosten der USA trocknete dagegen auch, während in der Karibik mehr Hurrikans auftraten. Auch im südlichen Südamerika kam es zu Hitzewellen und Dürren, so zum Beispiel in Uruguay am Río Santa Lucía.
Anfang 2025 gab die US-Atmosphären-Behörde NOAA den Beginn des Klimaphänomens La Niña bekannt. Laut Messungen werde mit einer 60-prozentigen Wahrscheinlichkeit La Niña im Zeitraum von März 2025 bis Mai 2025 wieder enden. Im Frühling dürfte die El Niño-Southern Oscillation, ein Verbund aus El Niño und La Niña, dazu führen, dass klimatisch wieder ein neutraler Zustand erreicht wird. Die Effekte sind vergleichbar mit einem sehr schwachen La Niña.